# 小行星7290
小行星7290（英語：7290 Johnrather）是一颗围绕太阳公转的小行星。1991年5月11日，埃莉諾·赫琳在帕洛马山发现了此天体。
这颗小行星的绝对星等为117.02020等。